# Жослен
Жослен (на фр. Josselin) е град във Франция в департамент Морбиан на Бретан. Отстои на 64 km от Ван и на 81 km от Рен. Населението му е 2582 жители (2006).
Градът е туристически център и е много посещаван заради живописните си средновековни къщи и замъка Жослен. Ежегодно на 8 септември се извършва поклонение в църквата Нотър Дам дю Ронсие пред изображението на Светата Дева, която според преданието се явила тук на местен селянин.

## Побратимени градове
- Алцей, Германия